# 古突厥
古突厥（古汉语：铁勒；中古藏語：Drugu；突厥字母：𐱅𐰇𐰼𐰰:𐰜𐰇𐰛（Kök Türk）；維吾爾語：كۆك تۈرك‎ （Kök Türk）；土耳其语：Gök Türk；英语：Celestial Turks、Blue Turks或Kok Turks；塞語：Ttūrka、Ttrūka；）是大约汉代至唐代在内亚的一个游牧部族，使用古代突厥語，在匈奴部族統治下，歷經與周圍鲜卑族、东胡、柔然、漢族、以至於西亚地区一些游牧民族等通婚和繁衍，形成了一众分散的古突厥語部族。汉代（约公元前2世纪到公元2世纪）曾隸屬於匈奴，晋朝时则隶属于鮮卑之下。随着中国进入五胡十六国时代，塞外游牧民族接受汉化、纷纷南下到中国北方建立政权，塞外草原出现了游牧政权的真空，于是在土门的领导下，这一支突厥语部族发展成了突厥汗国，並因此得名。
除了建立突厥汗國的這支鐵勒部族，同時期其他的铁勒部族在突厥汗國建立後仍稱鐵勒或敕勒，一部分在突厥汗国崩溃并西迁后形成了回紇民族。在西方以至於歐洲一帶，尚有欽察、保加尔人、巴尔卡尔人等，也被认为来源于古突厥人。

## 词源
古突厥语为 𐱅𐰇𐰼𐰰  Türk， 或𐱅𐰇𐰼𐰰:𐰜𐰇𐰛（Kök Türk）（突厥语意为“蓝突厥”或“天突厥”）。古汉语最初在汉代时（大约公元1-2世纪）以“铁勒”、“敕勒”称呼，“突厥”之名始见于《周书》卷二七《宇文测传》。在西方文籍中始见于东罗马人阿伽提亚斯（?-582）著作，作Kök Türk。现代西方文献中的Göktürk是 古突厥语Kök Türk的现代土耳其语形式。
'''Türk'''一词在 古突厥语和诸现代突厥语中意为“强大”或“力气”。在《周书·异域传》中则将该词解释为：突厥“居金山（即阿尔泰山）之阳……金山形似兜鍪，其俗谓兜鍪为“突厥”，遂因以为号焉。”

## 族源
突厥的起源并未有定论，大致可以确定的是，他们可能带有匈奴的血统。
《北史》记载“突厥者，其先居西海之右，独为部落，盖匈奴之别种也。另一说出自平凉杂胡。又曰突厥之先，出于索国，在匈奴之北。”

## 古突厥人政权
- 突厥汗国：古突厥人于公元552年建立的古代国家，全盛时期的疆域包括今蒙古高原全部、中亚北部，统治范围东起大兴安岭，西至黑海，北越贝加尔湖，南抵阿姆河南岸。603年分裂成東突厥和西突厥。
- 東突厥：突厥汗国分裂后，东部的承继政权，屬於藍突厥。公元630年，被薛延陀部与大唐國（桃花石）所灭。
- 西突厥：突厥汗国分裂后，西部的承继政权，公元657年，被大唐國所灭。
- 后突厥汗国：东突厥汗国与西突厥汗国分别灭亡后，古突厥人于682年在蒙古高原重建的政权。突厥最早的文字记载即始于这一时期。公元745年被回鹘汗国取代。

## 古突厥人遗传
2018 年 5 月发表在 自然杂志上的一项基因研究检查了四名古突厥精锐士兵的遗体，这些士兵被埋在大约 公元 300 年和公元 700 年。提取的Y染色体样本属于单倍群Q-M242（样本 DA86）, 单倍群R1（样本 DA89, DA224）和单倍群O-M175 （样本 DA228 ）。提取的线粒体DNA样本属于单倍群C_(线粒体DNA) C4b1（样本DA86）、单倍群A_(线粒体DNA) A14（样本DA89）、单倍群H_(线粒体DNA) H2a（样本DA224）和单倍群A_(线粒体DNA) A15c（样本DA228）。被检查的古突厥人被发现比之前的天山匈人有更多的东亚人种血统。还发现了欧洲血统的证据，表明与欧洲的持续接触。随后的中亚突厥国家显示出更高水平的东亚血统，这表明中亚的突厥化是由东亚人种血统的主要少数民族进行的。

## 延伸閱讀
[在维基数据编辑]
 《欽定古今圖書集成·方輿彙編·邊裔典·突厥部》，出自陈梦雷《古今圖書集成》